# 台灣車輛
24°52′30.8″N 121°00′10.6″E / 24.875222°N 121.002944°E

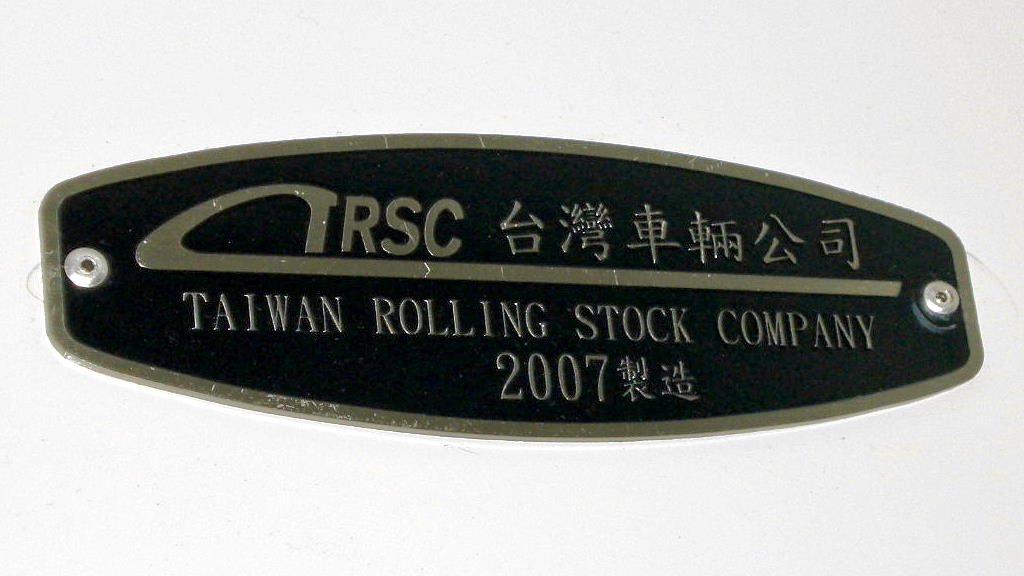
EMU700型電聯車內的台灣車輛公司銘板

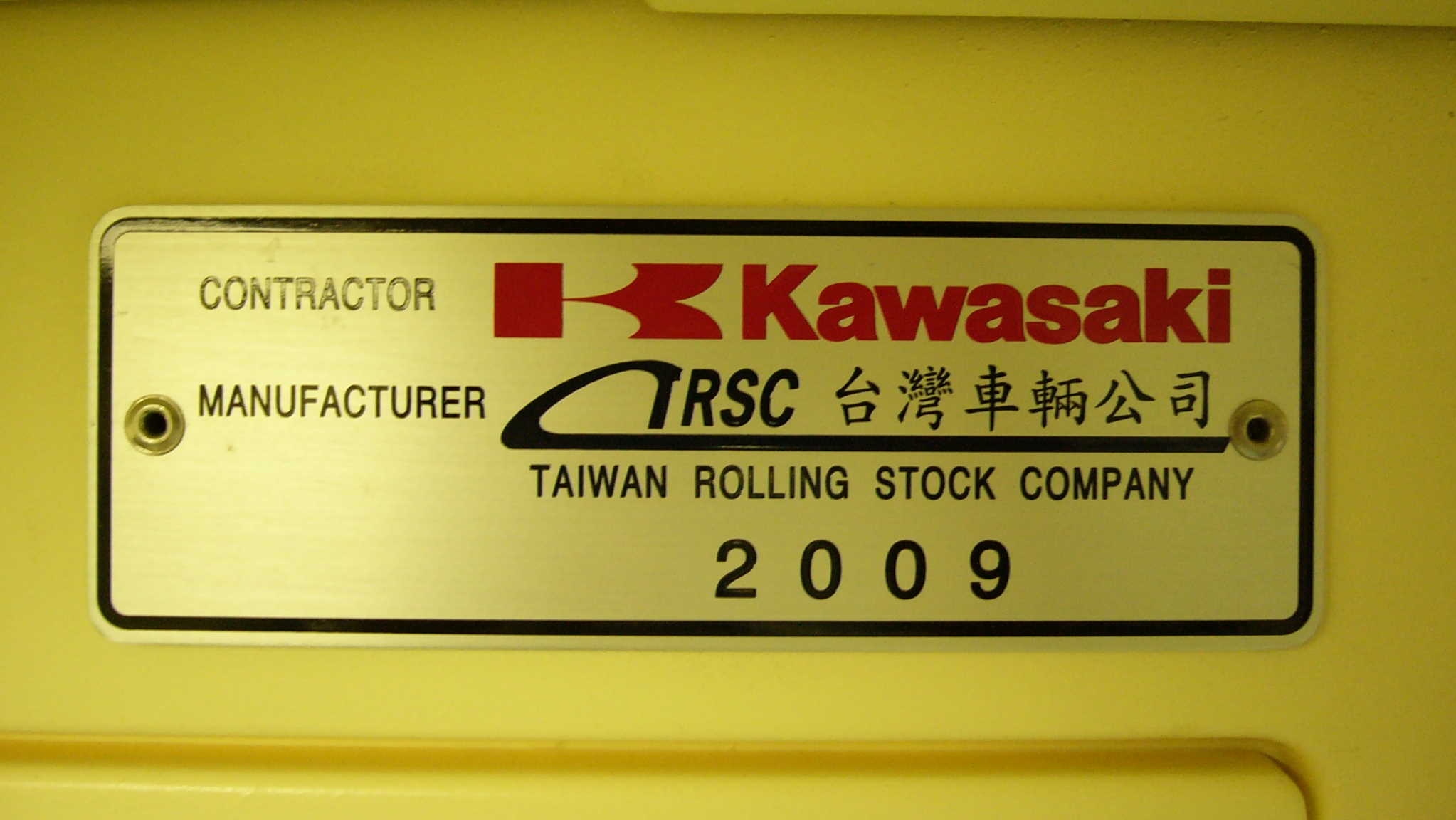
台北捷運C371型電車

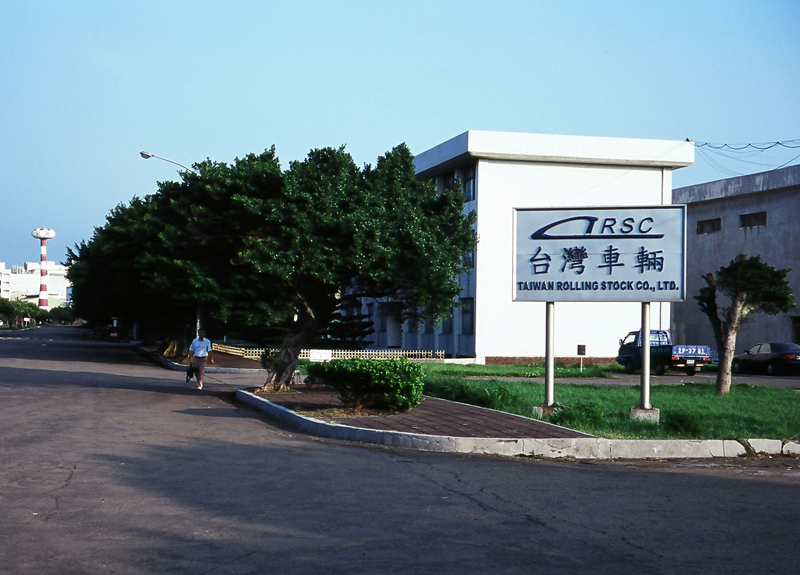
台灣車輛工廠內

台灣車輛股份有限公司（簡稱台灣車輛、TRSC）是臺灣一家交通運輸設備製造商，以生產鐵路列車為主要業務。

## 簡介
台灣車輛成立於2002年10月16日，由唐榮鐵工廠、中國鋼鐵公司、日本車輛及住友商事四家公司合資組成，是唐榮鐵工廠鐵道車輛事業部民營化而成的公司。所出產之車輛多由臺灣鐵路管理局採購使用。總部及工廠位於新竹縣湖口鄉緊鄰新豐鄉交界處，距新豐車站僅1公里，一般習慣稱其所在地為新豐。為便於車輛成品的出貨交車，從廠內鋪有鐵軌到新豐車站。
台灣車輛成立以來，主要引進日本車輛的車輛生產加工的經驗，承接臺灣鐵路管理局的軌道車輛的改造案、新購案，還有日本車輛和川崎重工業的捷運車輛委外製造案。至於設計與整合方面，台灣車輛具部分程度的車輛設計整合能力，設計範圍涵蓋車體、外型、內裝、軔機煞車系統、牽引系統、外觀配色、柴油動力系統、旅客資訊系統和轉向架等；各項軌道車輛相關子系統的整合、結構修改與改良，皆具有廣泛且程度不同的實際經驗和專業知識。台灣車輛是臺灣唯一具有設計、整合與製造能量的軌道車輛廠商。
台灣車輛曾經於2003年改造台鐵EMU200型電聯車成為臺鐵EMU1200型電聯車。2007年至2008年，在日本車輛的支援下，台灣車輛首度嘗試全列車的自製，此型列車為台鐵EMU700型電聯車。臺鐵新購電聯車台鐵EMU800型電聯車由台灣車輛與日本車輛合作，分別設計與負責電聯車的不同部分。台灣車輛承包EMU800型初期曾經發生軔機系統的爭議，一度使得交車日期遙遙無期；此爭議在中華民國經濟部仲裁下，於2013年結束。量產型的EMU800型於2013年至2015年由台灣車輛生產與測試，每列EMU800型亦隨數量增加而有細微的改良。
後續因為日本車輛多年來消極抵制技術的傳授與轉移，台灣車輛決定與德國企業Voith Engineering Services（簡稱VES）合作，引進德國的專業知識，打造具有知識產權的軌道車輛。2014年11月，中國鋼鐵團隊得到新北市淡海輕軌標案，推動「國車國造」以達到技術生根的目標，由台灣車輛負責輕軌車輛的整合、製造與測試；因為淡海輕軌案，台灣車輛派員前往Voith研習，深化工程師的製造、設計和分析能力。
2015年2月，中國鋼鐵與唐榮鐵工廠交易股權，並且認購台灣車輛的現金增資股，中國鋼鐵成為台灣車輛的最大股東。2015年6月初，行政院公平交易委員會通過中國鋼鐵與台灣車輛結合案，因為結合案尚無顯著限制競爭之疑慮，得認對整體經濟之利益大於限制競爭之不利益，公平會最後通過此項結合案。
2015年8月24日，台灣車輛確定承造臺灣鐵路管理局EMU800型增購車，總共48輛，增購車型的內裝依照臺鐵需求客製。
2016年9月10日，台灣車輛第七屆第十次董事會議通過董事之一、前民主進步黨立法委員蔡煌瑯擔任董事長。

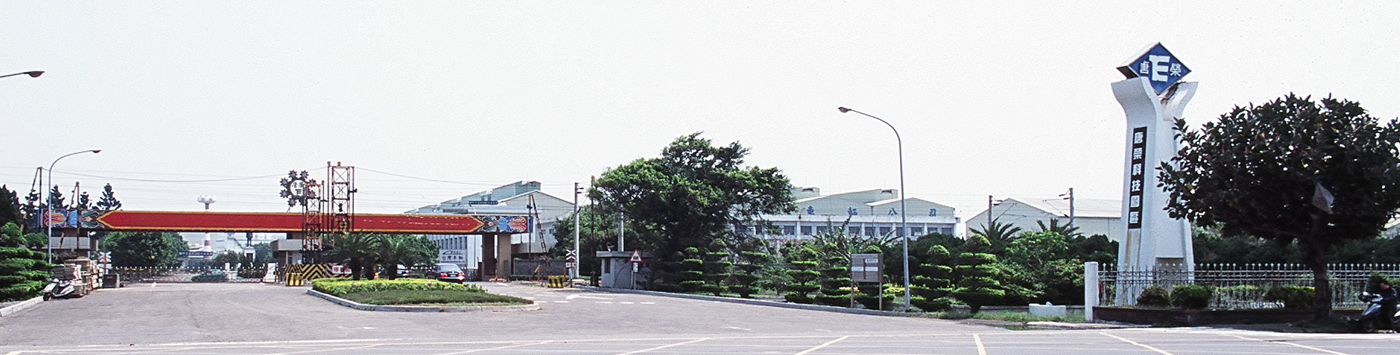
唐榮科技園區大門右側的廠房建築群即為台灣車輛總部

## 產品
台灣車輛繼承了原本唐榮鐵路部門與日本車輛製品的保固，其後臺灣單位向台灣車輛購買的產品也會提供協助與改良。
近年來，隨著臺灣鐵路都會區捷運化的車輛需求、以及各大都會區的捷運系統逐漸擴張，台灣車輛陸續承接各項的新型車輛訂單、委外製造訂單和車輛改良訂單。除了臺鐵通勤電聯車，另一新產品輕軌列車亦隨著新北市淡海輕軌的專案導入而逐漸發展。

### 產品列表
| 工程名稱                         | 時間           | 業主                             | 承造數量 | 備註                                        |
| -------------------------------- | -------------- | -------------------------------- | -------- | ------------------------------------------- |
| DR1000型柴油客車                 | 1998年         | 臺灣鐵路管理局                   | 34輛     | 可單輛運轉。                                |
| DR3100型柴聯車                   | 1998年         | 臺灣鐵路管理局                   | 27輛     | 每組3輛（2輛動力車、1輛拖車），每列2至3組。 |
| EMU1200型電聯車                  | 2002年至2003年 | 臺灣鐵路管理局                   | 30輛     | 每組2輛動力車、1輛拖車。改造自EMU200型      |
| 柴液機車DHL100                   | 2002年至2003年 | 臺灣鐵路管理局                   | 15輛     |                                             |
| 檜木車廂                         | 2005年         | 行政院農業委員會林務局           | 8輛      |                                             |
| 阿里山柴油機車                   | 2007年         | 日本車輛                         | 5輛      |                                             |
| EMU700型電聯車                   | 2007年至2008年 | 臺灣鐵路管理局                   | 148輛    | 每組4輛，每列2組                            |
| 台北捷運371型電聯車              | 2008年至2010年 | 川崎重工業                       | 156輛    | 每組3輛，每列2組                            |
| 吊桿車與電線工程車               | 2009年         | 交通部鐵路改建工程局             | 4輛      |                                             |
| 篷斗車改造35B2000型石碴車        | 2010年         | 臺灣鐵路管理局                   | 21輛     |                                             |
| 35噸篷車改造30G1000型敞車        | 2010年至2011年 | 臺灣鐵路管理局                   | 100輛    |                                             |
| 篷斗車改造35F1000型平車          | 2011年至2012年 | 臺灣鐵路管理局                   | 100輛    |                                             |
| 台北捷運381型電聯車              | 2011年至2012年 | 川崎重工業                       | 96輛     | 每組3輛，每列2組                            |
| 桃園機場捷運1000型電聯車(普通車) | 2011年至2012年 | 交通部高速鐵路工程局             | 64輛     | 每組4輛，每列1組                            |
| 台北捷運381型電聯車              | 2013年         | 川崎重工業                       | 6輛      |                                             |
| EMU800型電聯車                   | 2013年至2015年 | 臺灣鐵路管理局                   | 280輛    | 每組4輛，每列2組                            |
| 台北捷運環狀線電聯車             | 2015年至2017年 | 日立軌道義大利（原AnsaldoBreda） | 68輛     | 每列4輛                                     |
| 新北捷運淡海輕軌電聯車           | 2016年至2017年 | 新北市政府捷運工程局             | 15列     | 每列5輛                                     |
| EMU800型增購車                   | 2015年至2017年 | 臺灣鐵路管理局                   | 48輛     | 座椅修改，每組4輛，每列2組                  |
| 台中捷運綠線電聯車               | 2017年         | 川崎重工                         | 9列      | 每列2輛                                     |
| 新北捷運安坑輕軌電聯車           | 2020年-        | 新北市政府捷運工程局             | 15列     | 每列5輛                                     |
| 台灣高鐵DD30型柴液機車           | 2022年         | 台灣高速鐵路公司                 | 3輛      |                                             |
| 台鐵支線柴油客車                 | 2022年         | 臺灣鐵路管理局                   | 60輛     | 每組4輛，每列1組                            |

### 目前主要客戶
交通部臺灣鐵路管理局→台灣鐵路公司
- 35F1000型35噸平車（沿用35N21000型篷斗車車下設備及轉向架）
- 30G1000型30噸敞車（沿用35C21000型篷車車下設備及轉向架）
- 35B2000型35噸石碴車（35N23000型篷斗車改造）
- EMU700型電聯車（前3組由日本車輛示範組裝）
- 35B1300型35噸石碴車（中鋼機械外包）
- EMU1200型電聯車（改造自EMU200型）
- DHL100型柴液機車（日本新潟運輸系統／台灣車輛組裝）
- EMU800型電聯車（前2列4組由日本車輛示範組裝）
- 台鐵10500型鋼體客車商務車更新

交通部鐵路改建工程局
- 動力軌道吊桿車RC07、08號（南部工程處所屬）
- 電車線工程車CMB31、32號（南部工程處所屬）

中山科學研究院
- 輕軌2號電車車體

行政院農業委員會林務局嘉義林區管理處（阿里山森林鐵路）
- 阿里山號二代客車（中鋼，台車連控改造）
- 阿里山號三代客車（連控改造）
- 檜木列車
- 柴液機車第七代（日車／部分台車製造，連控機車）

臺北捷運公司（臺北市政府捷運工程局）
- 新莊、蘆洲、南港東延線371型電聯車ICP工業合作本地生產，共有321輛車。川崎重工將162輛轉包給日本車輛製造，日本車輛親自製造6輛，剩下156輛交台灣車輛組裝（2008年～2010年）
- 信義、松山線用381型電聯車ICP工業合作本地生產，共102輛

交通部高速鐵路工程局
- 桃園機場捷運普通車，ICP工業合作本地生產分64輛車。

新北捷運公司（新北市政府捷運工程局）
- 淡海輕軌電聯車，共15列，國車國造。
- 安坑輕軌電聯車，共15列，國車國造[9]。

台灣高速鐵路公司
- DD30型柴液機車，作為燕巢總機廠廠內調度及主線救援故障列車牽引使用。

### 圖片集

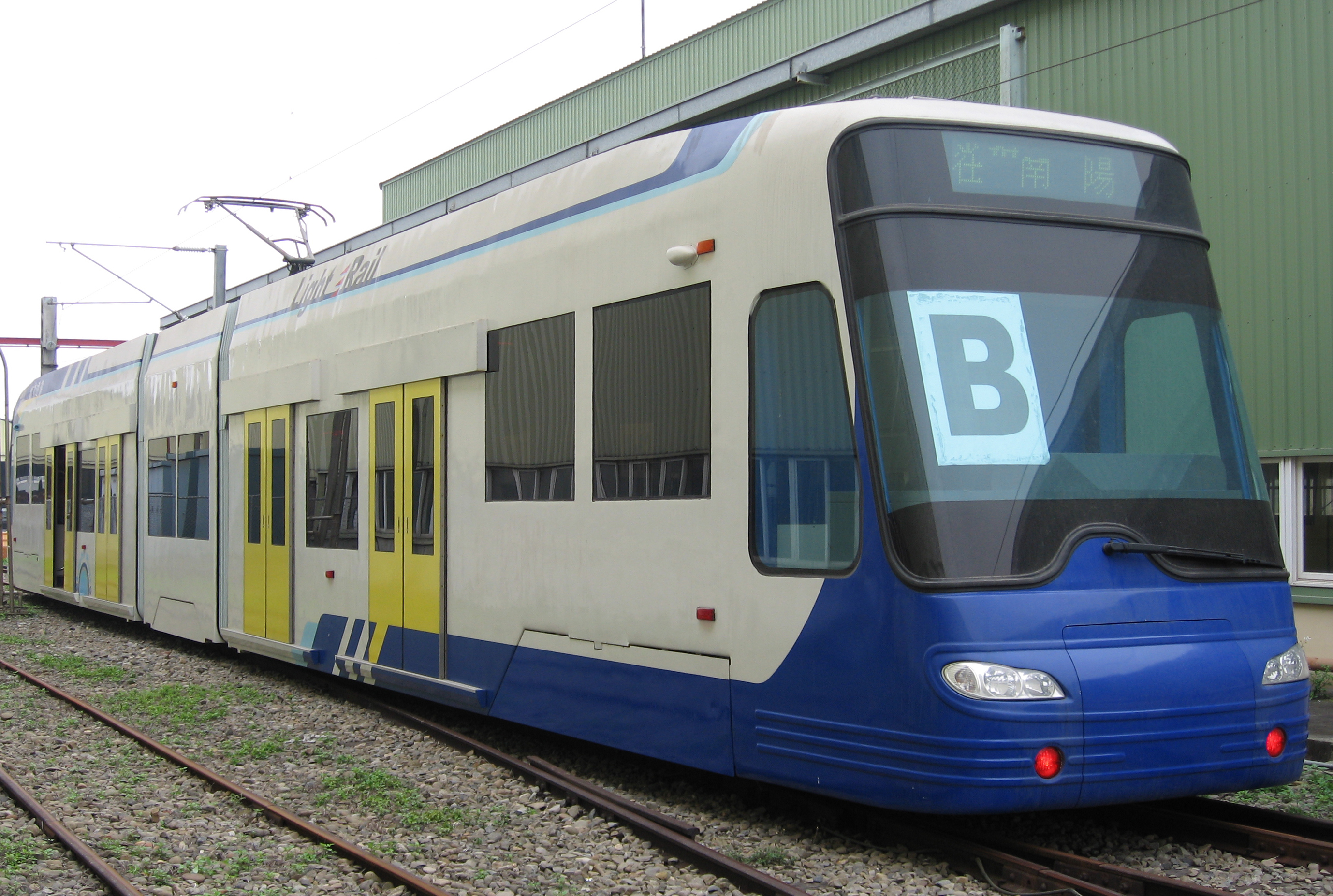
中山科學研究院 輕軌2號車
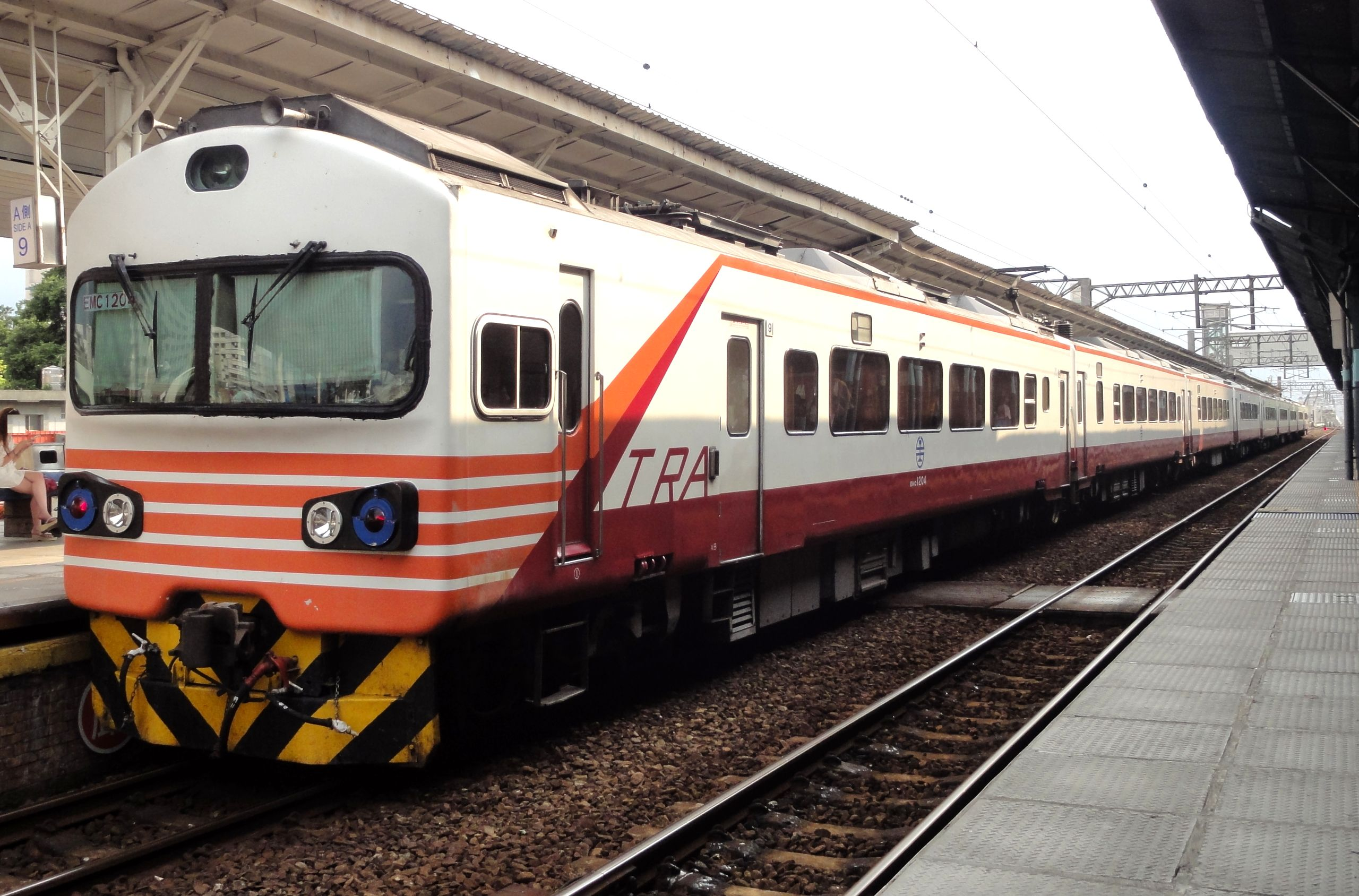
臺灣鐵路管理局 EMU1200型自強號
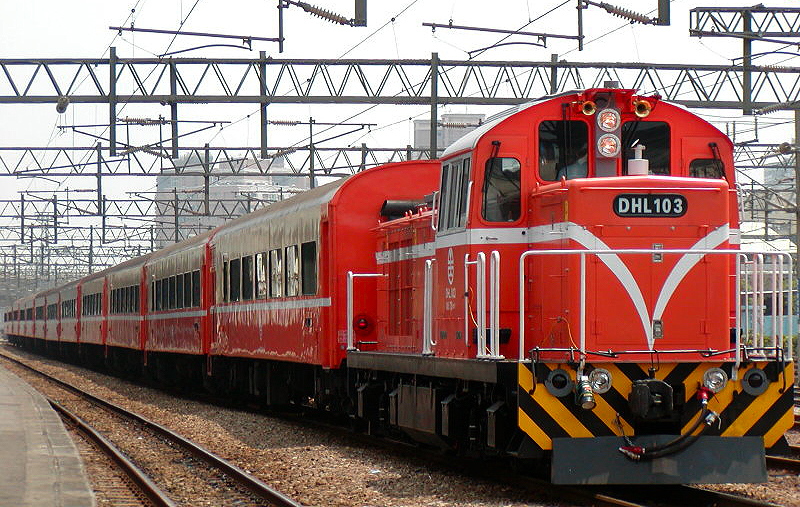
臺灣鐵路管理局 DHL100型柴液機車
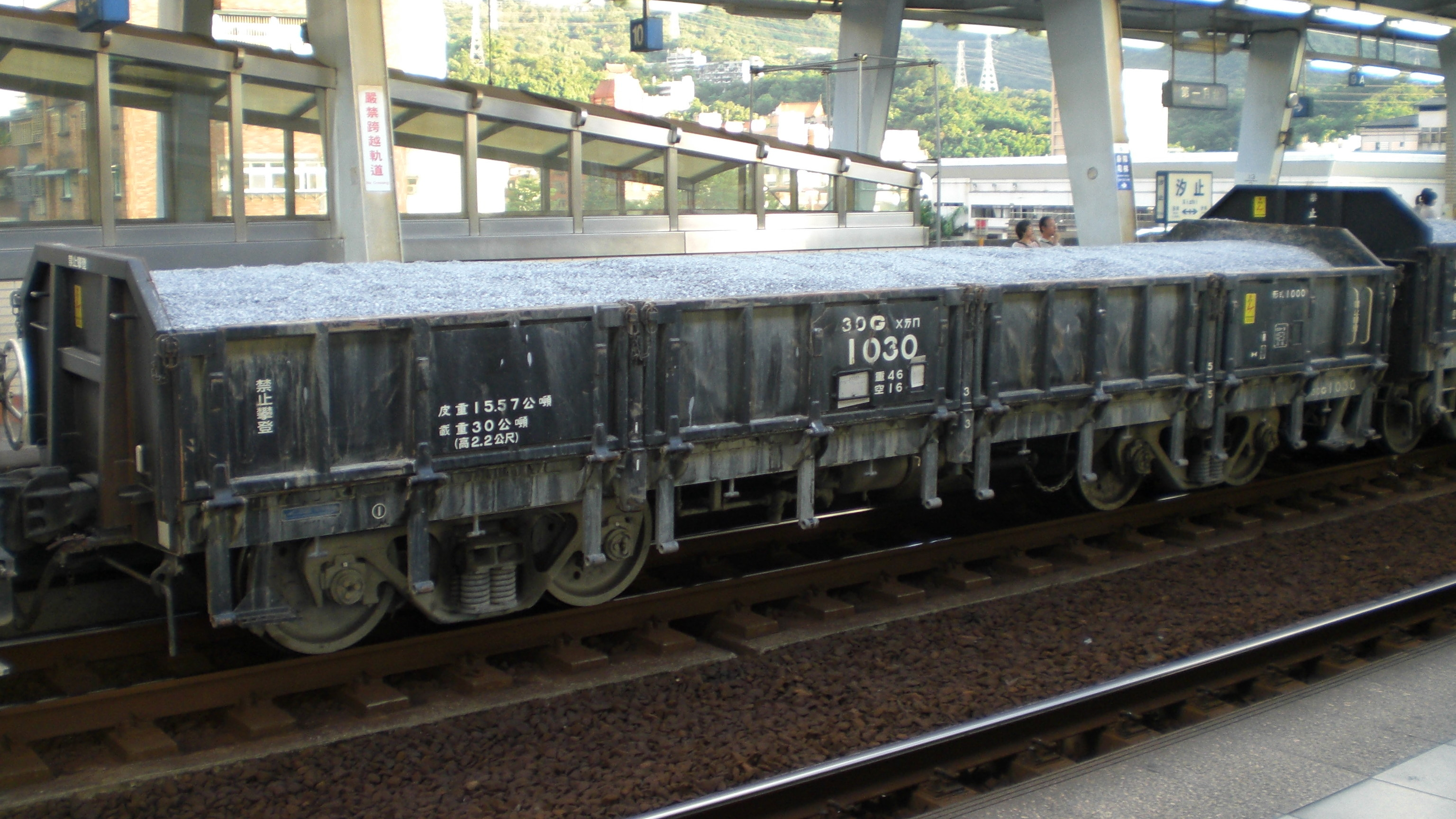
臺灣鐵路管理局 30G1000型30噸敞車
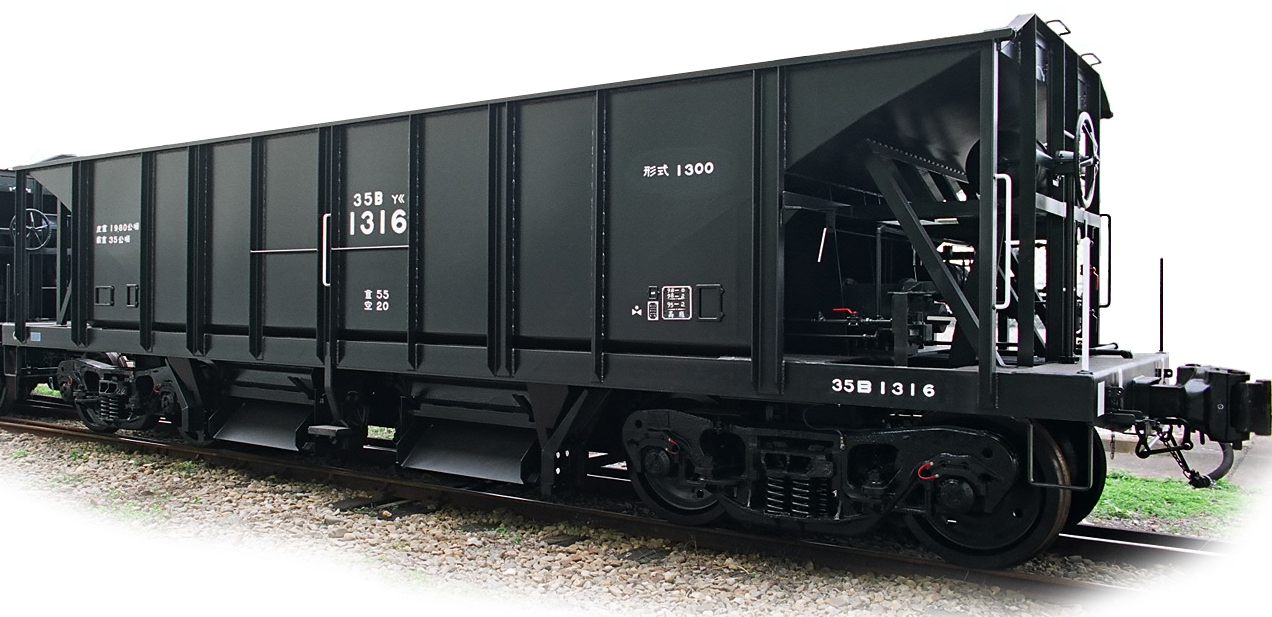
臺灣鐵路管理局 35B1300型石碴車
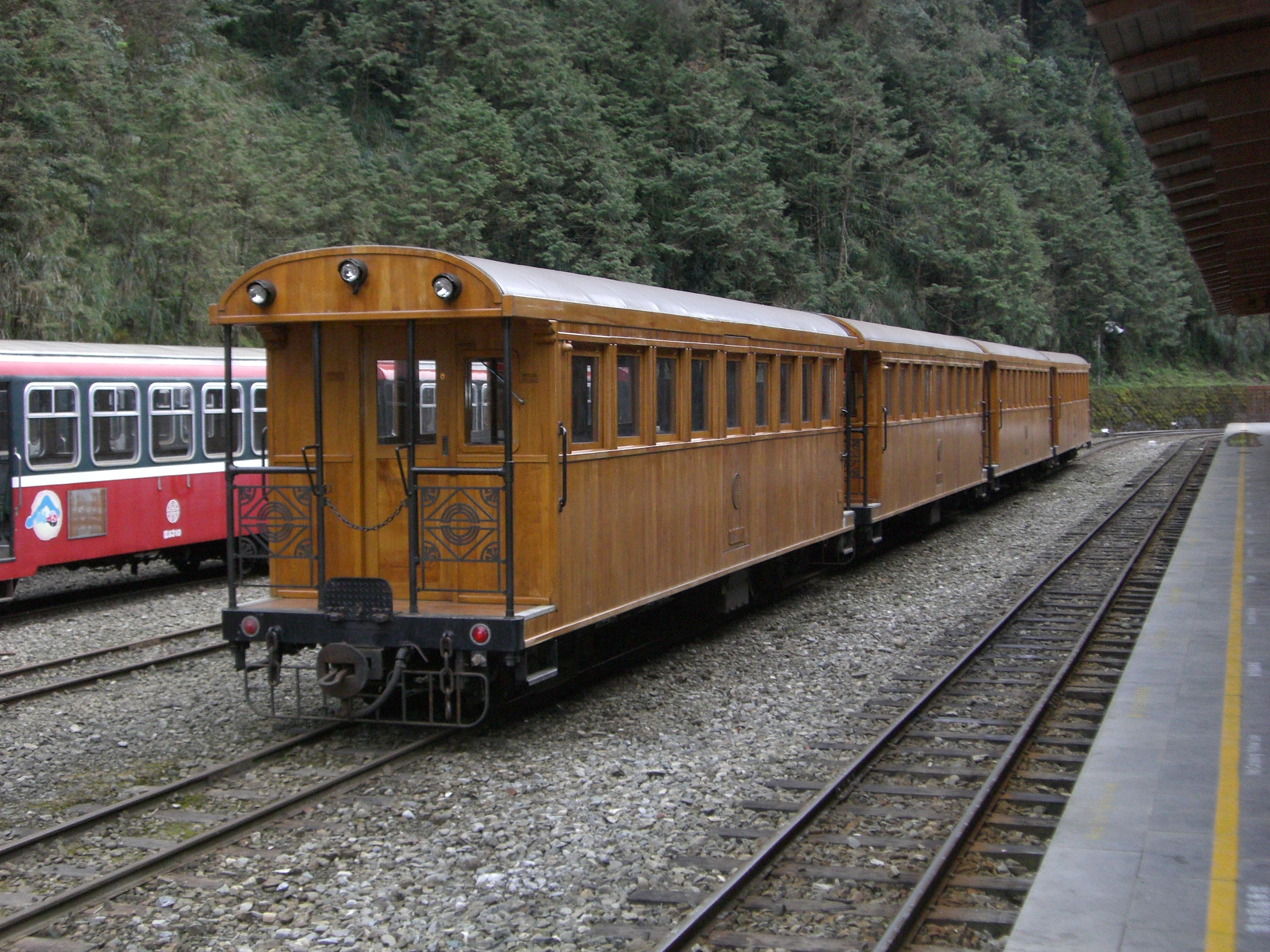
林務局 檜木車廂
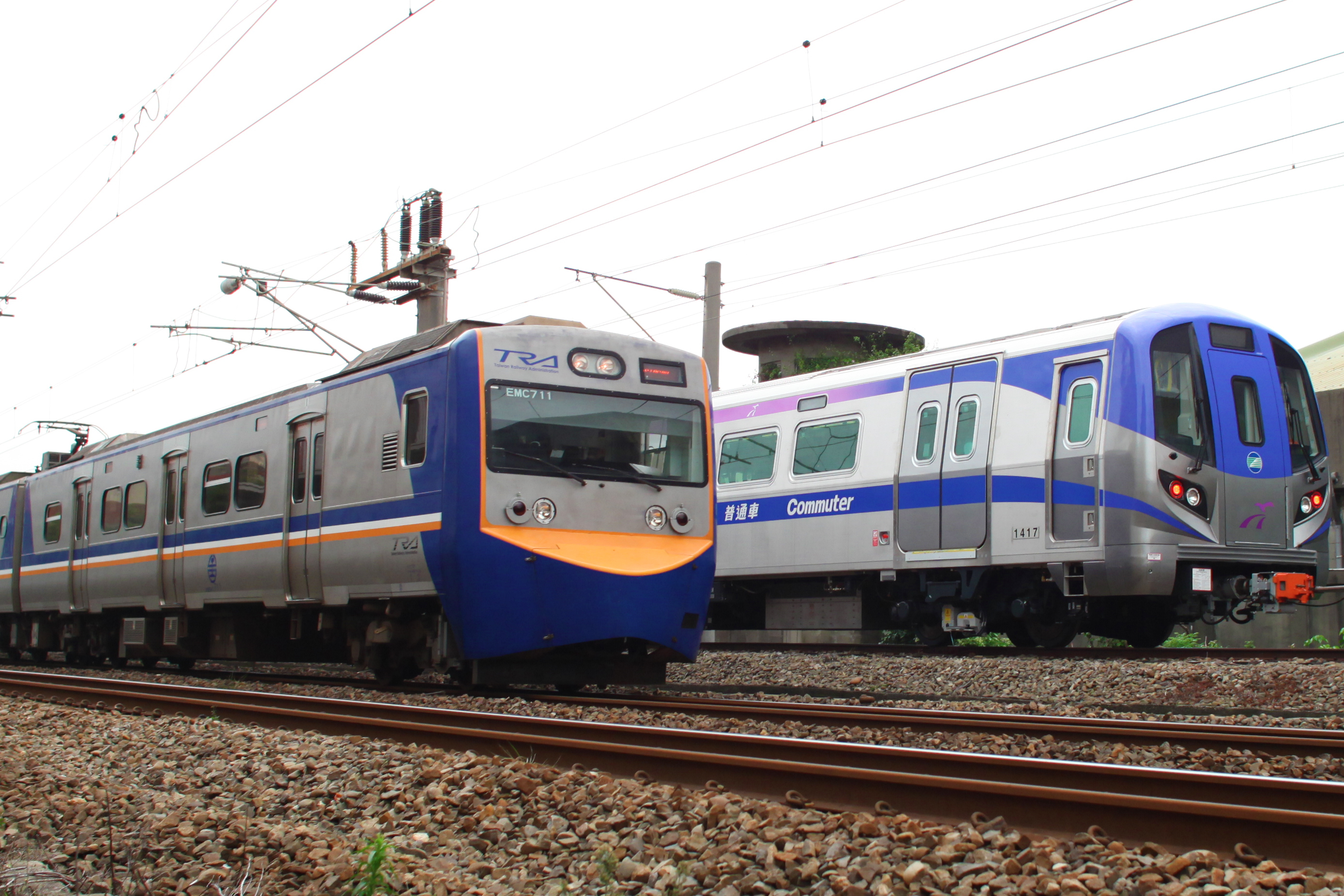
臺灣鐵路管理局EMU700型電聯車與 桃園捷運1000型電聯車
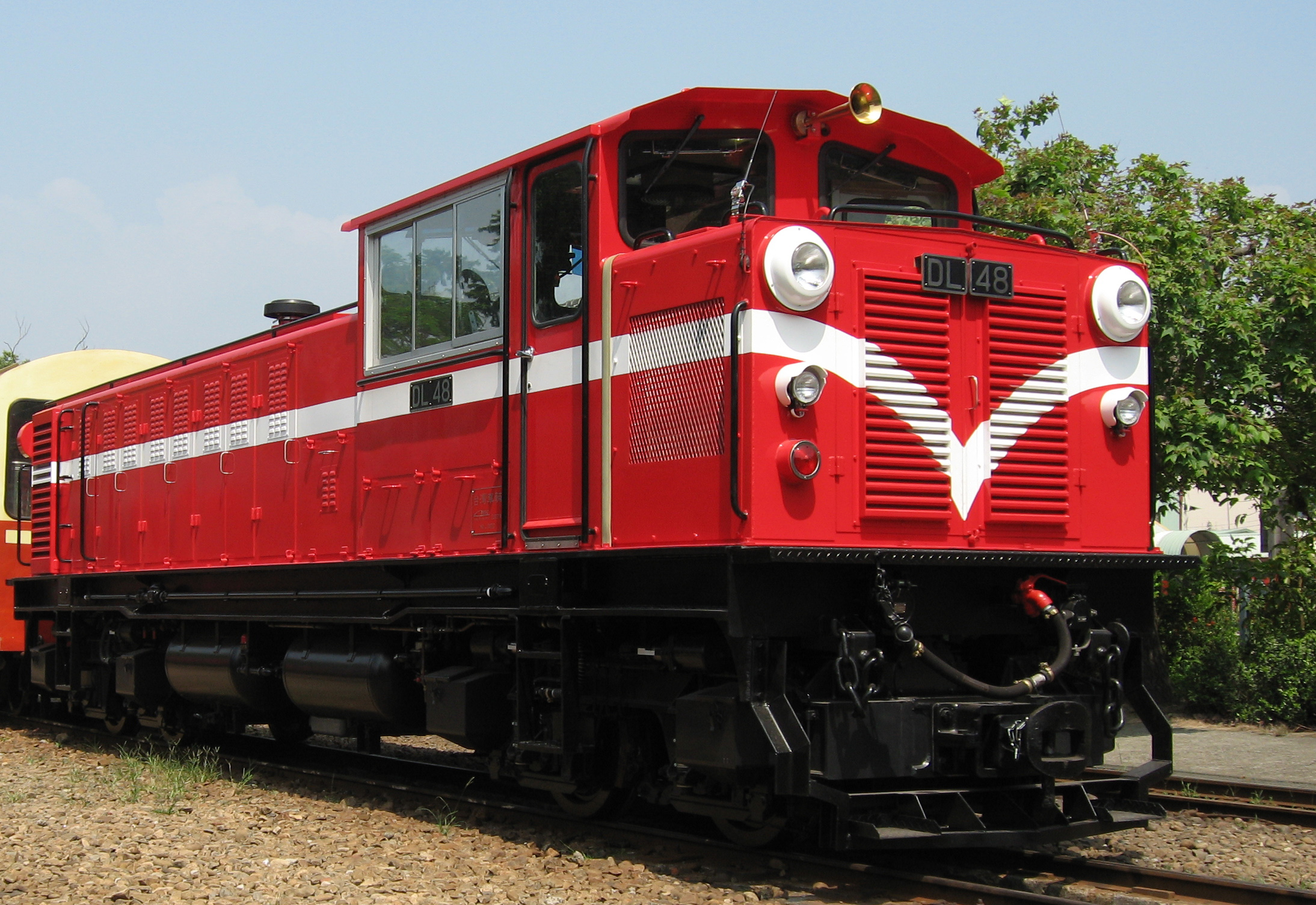
林務局 第七代柴液機車
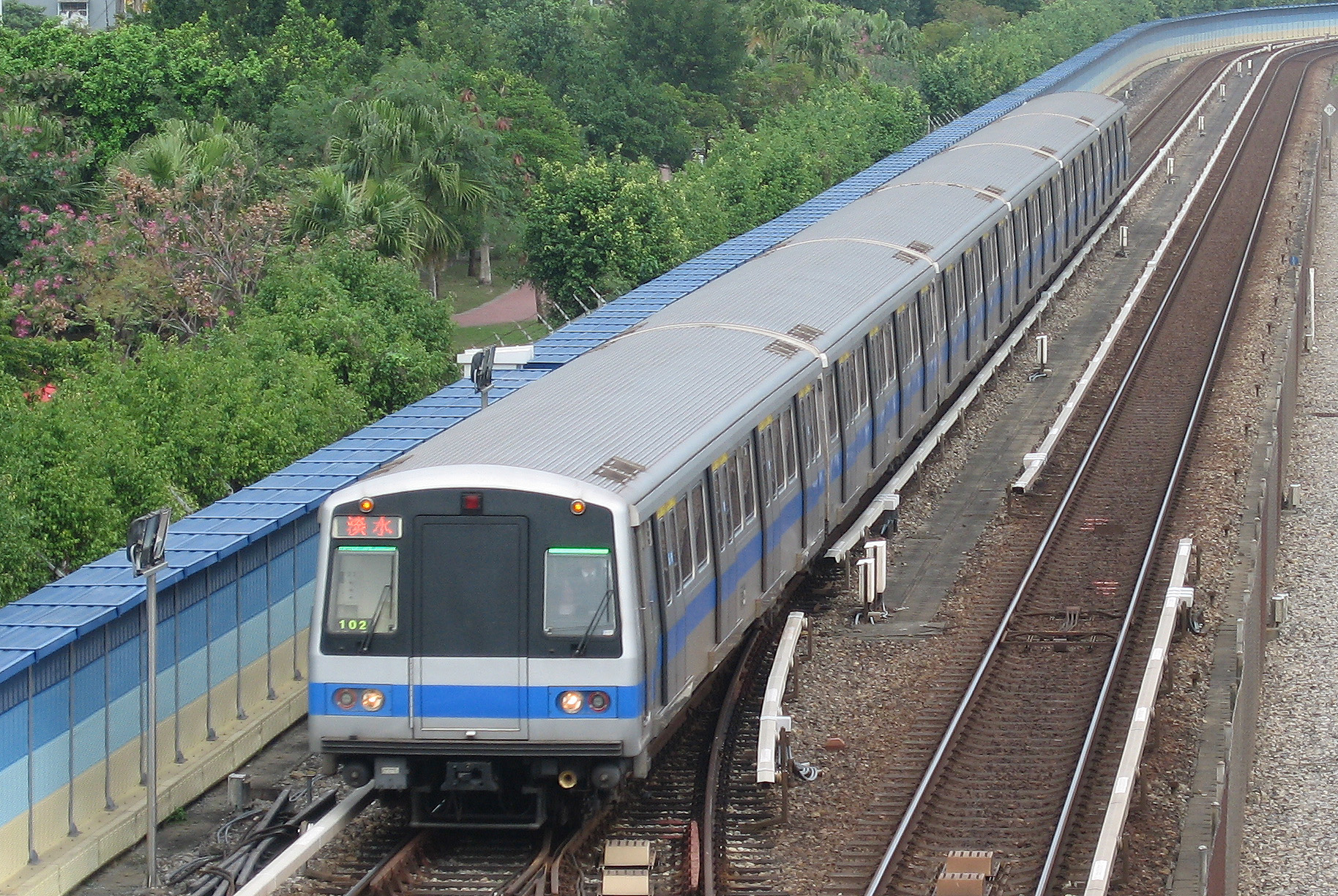
臺北捷運 371型電聯車
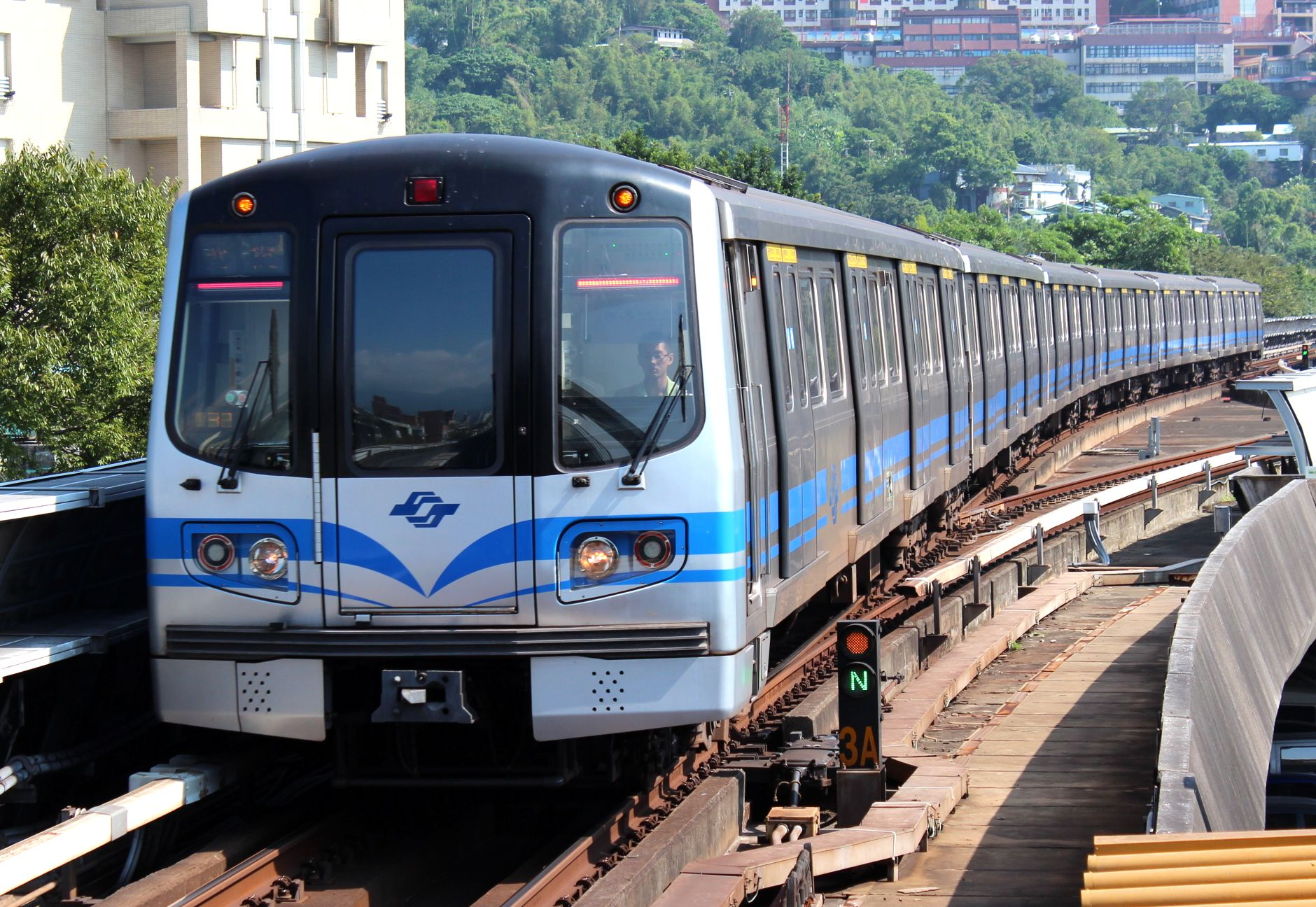
臺北捷運 381型電聯車
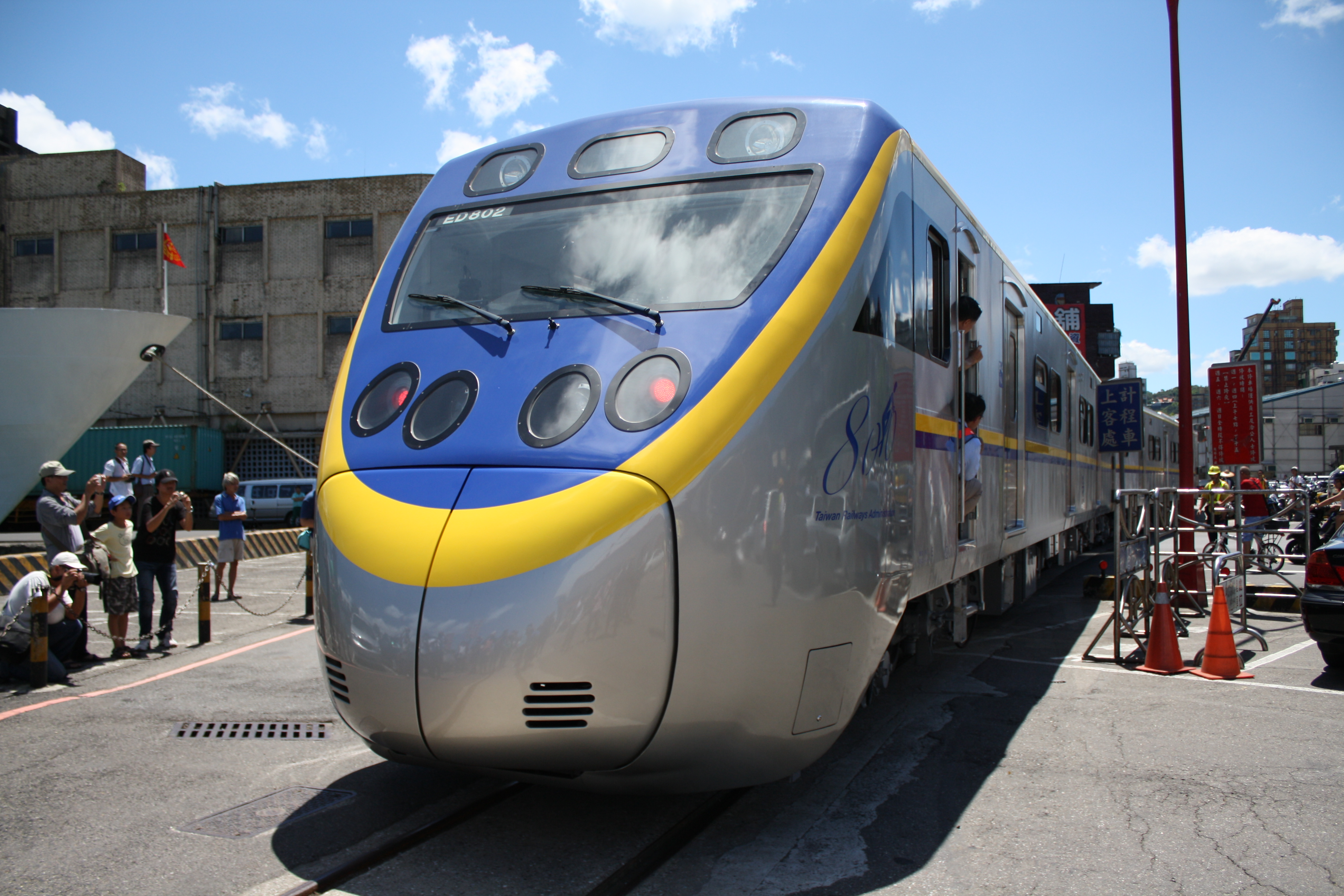
臺灣鐵路管理局 EMU800型電聯車
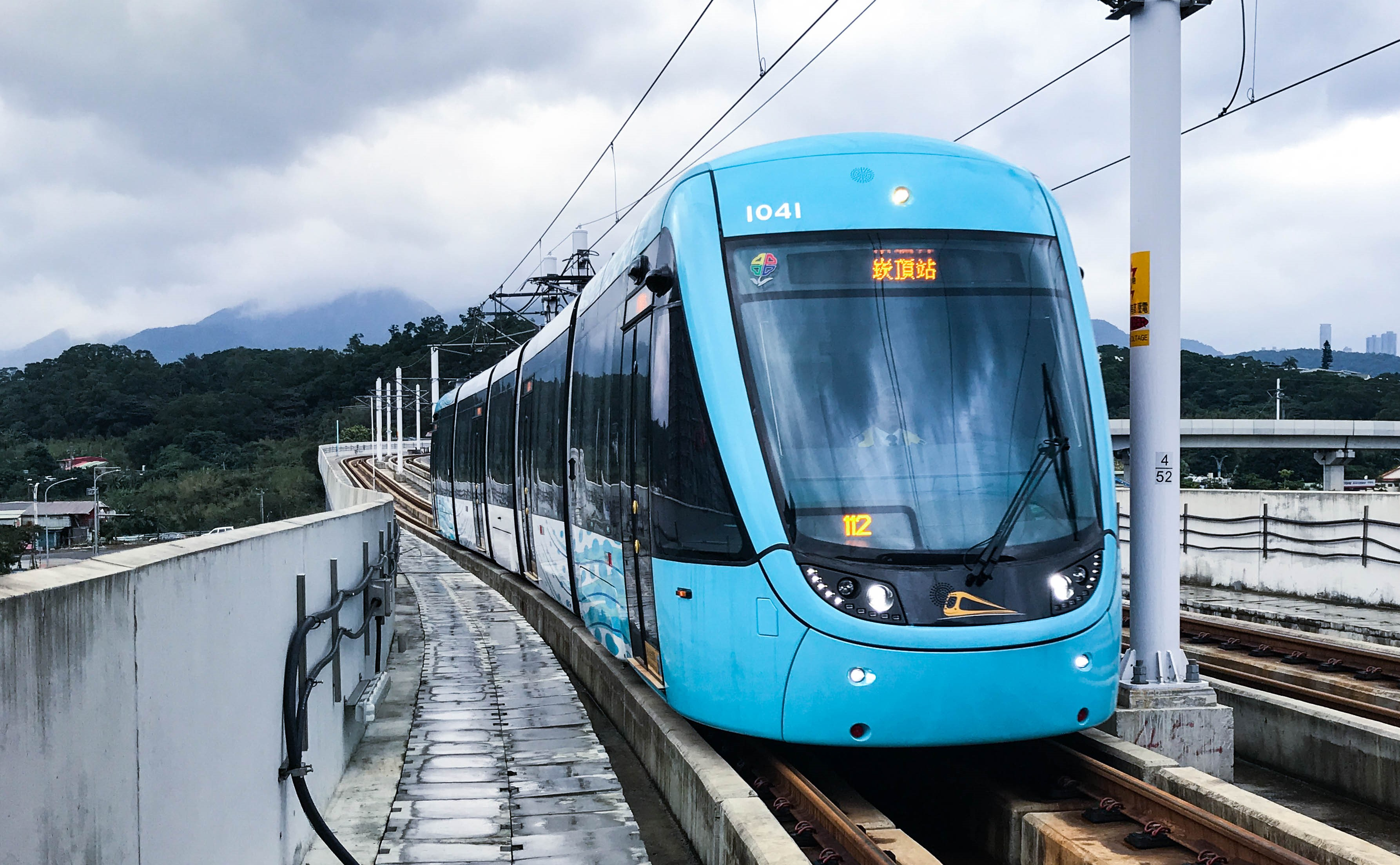
新北捷運 淡海輕軌電聯車
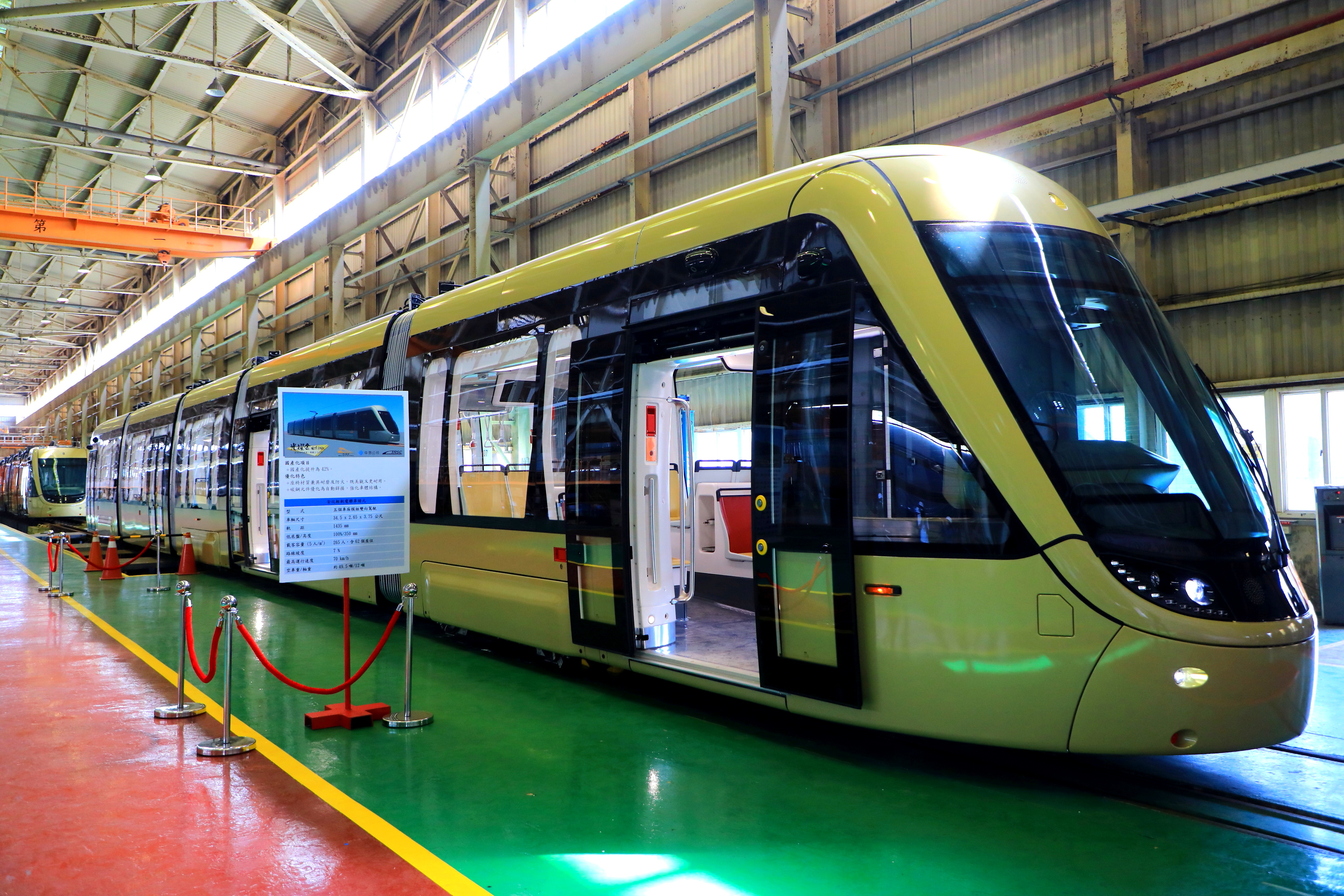
新北捷運 安坑輕軌電聯車
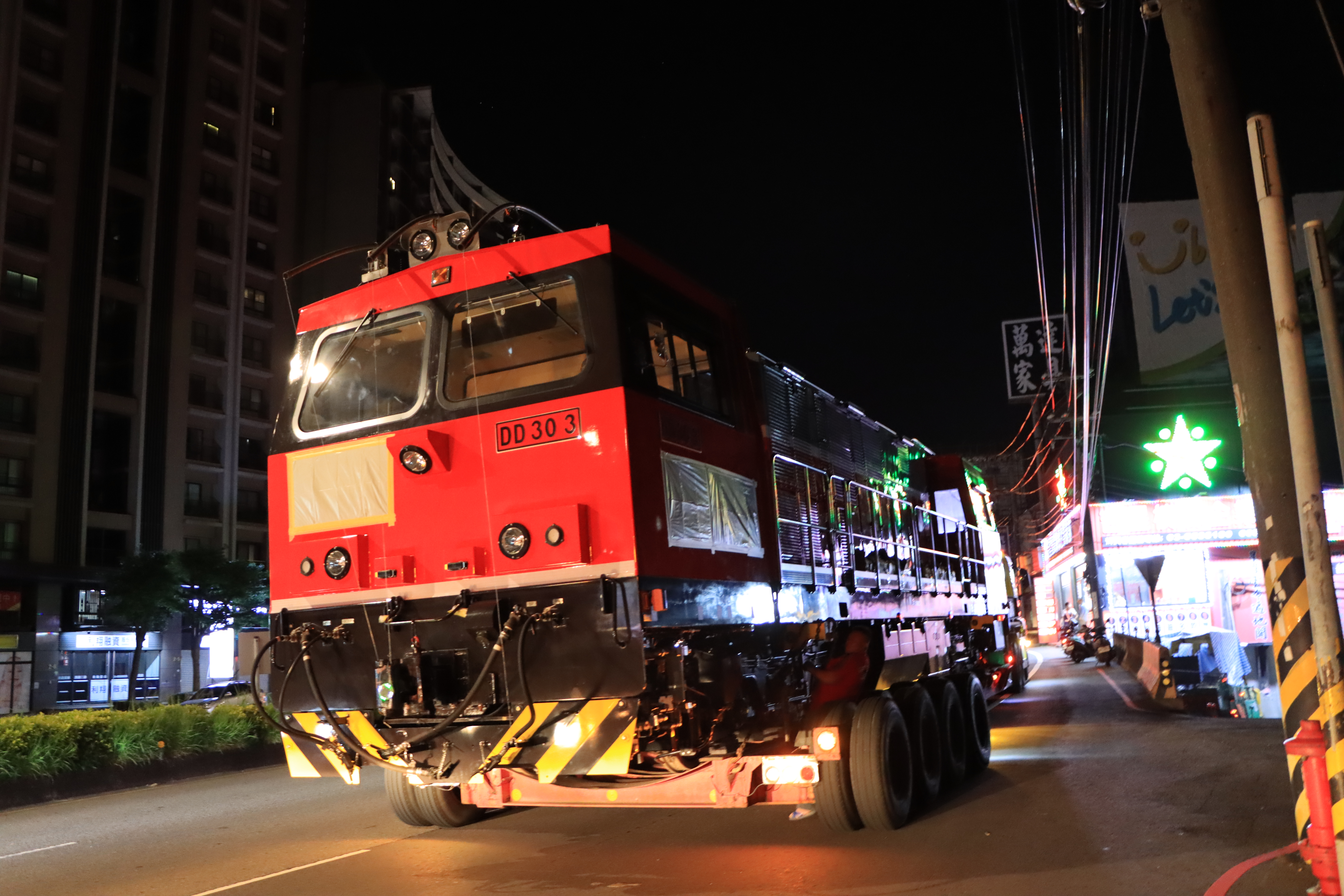
台灣高鐵 DD30型柴液機車

### 唐榮鐵工廠鐵道車輛時期產品列表
| 承造或完成時間 | 業主                         | 工程名稱                     | 輛數 | 備註                                                                              |
| -------------- | ---------------------------- | ---------------------------- | ---- | --------------------------------------------------------------------------------- |
| 1965年         | 臺灣水泥公司                 | 30噸散裝水泥車               | 10   |                                                                                   |
| 1970年         | 臺灣鐵路管理局               | 篷車、煤斗車                 | 35   | 篷車35C22000 20輛、煤斗車35H1300 15輛                                             |
| 1971年         | 韓國鐵道廳                   | 50噸礦石車                   | 153  | 外銷                                                                              |
| 1971年         | 臺灣鐵路管理局               | 35噸篷車                     | 425  | 35C21000                                                                          |
| 1973年         | 臺灣鐵路管理局               | 莒光號客車                   | 40   | 35SP32600                                                                         |
| 1973年         | 臺灣鐵路管理局               | 莒光號客車更新               | 20   |                                                                                   |
| 1973年         | 臺灣鐵路管理局               | 平快車                       | 17   | 30SP32100型客車                                                                   |
| 1973年         | 義芳塑膠工業公司             | 30噸液化氯乙烯罐車           | 4    |                                                                                   |
| 1974年         | 臺灣鐵路管理局               | 通勤客車                     | 17   |                                                                                   |
| 1974年         | 臺灣鐵路管理局               | 通勤客車                     | 12   |                                                                                   |
| 1974年         | 臺灣鐵路管理局               | 35噸平車                     | 180  | 35F20001~20180                                                                    |
| 1975年         | 臺灣鐵路管理局               | 觀光號更新為莒光號客車       | 36   | 35SP32720 11輛（轉向架TR22）、35SP32750 22輛（TR25、TR40）、35DC32750 3輛（TR25） |
| 1976年         | 亞洲水泥公司                 | 35噸散裝水泥車               | 10   |                                                                                   |
| 1977年         | 臺灣鐵路管理局               | 觀光號更新為莒光號客車       | 19   | 35SP32800 19輛（轉向架TR40）                                                      |
| 1977年         | 臺灣鐵路管理局               | 通勤客車                     | 32   | 35TP32700車體重製                                                                 |
| 1977年         | 臺灣鐵路管理局               | 行李車                       | 2    |                                                                                   |
| 1977年         | 臺灣鐵路管理局               | 平快車                       | 2    | 35SPK32456、32457修復                                                             |
| 1977年         | 臺灣鐵路管理局               | 對號快車                     | 1    | 35SPK32742修復                                                                    |
| 1977年         | 沙烏地鐵路集團               | 高邊車                       | 5    | 外銷                                                                              |
| 1977年         | 沙烏地鐵路集團               | 平板車                       | 5    | 外銷                                                                              |
| 1977年         | 沙烏地鐵路集團               | 篷車                         | 5    | 外銷                                                                              |
| 1978年         | 沙烏地鐵路集團               | 油罐車                       | 16   | 外銷                                                                              |
| 1978年         | 沙烏地鐵路集團               | 雙層貨車                     | 12   | 外銷                                                                              |
| 1978年         | 臺灣鐵路管理局               | 莒光號客車                   | 80   | 莒光號客車，40FP10000、40FPK10000、40FPK11000                                     |
| 1978年         | 臺灣鐵路管理局               | 2軸蓬守車                    | 25   |                                                                                   |
| 1979年         | 韓國鐵道廳                   | 冷氣客車                     | 125  | 外銷，優等客車（無窮花號），車號11731~11855                                       |
| 1979年         | 韓國鐵道廳                   | 冷氣客車(附播音室)           | 20   | 外銷，優等客車（無窮花號），車號11856~11875                                       |
| 1979年         | 韓國鐵道廳                   | 餐車                         | 7    | 外銷，優等客車（無窮花號），車號11661~11667                                       |
| 1979年         | 臺灣鐵路管理局               | 冷氣對號客車                 | 120  | 現復興號客車，40SP20000、40SPK20000、40SPK21000                                   |
| 1980年         | 臺灣鐵路管理局               | 查道車                       | 1    |                                                                                   |
| 1980年         | 臺灣鐵路管理局               | 翻背椅客車更新為冷氣對號客車 | 10   | 現復興號客車 40SPK2001~2010                                                       |
| 1980年         | 臺灣鐵路管理局               | 郵政行李車                   | 15   | 45MBK80000                                                                        |
| 1981年         | 臺灣鐵路管理局               | 普通車更新為冷氣對號客車     | 30   | 現復興號客車 40SPK2011~2035、40SPK2101~2105                                       |
| 1981年         | 臺灣鐵路管理局               | 普通車更新為莒光號客車       | 20   | 40FPK1001~1010、40FPK1101~1110（使用TR23、24、39轉向架）                          |
| 1981年         | 臺灣省政府林務局             | 光復號客車                   | 22   | 營運時改稱阿里山號，車號SPC11～32                                                 |
| 1981年         | 臺灣鐵路管理局               | 復興號客車                   | 40   | 40SPK2000、40SPK2100                                                              |
| 1981年         | 亞洲水泥公司                 | 散裝水泥車                   | 25   |                                                                                   |
| 1981年         | 亞洲水泥公司                 | 煤斗車                       | 25   |                                                                                   |
| 1981年         | 臺灣鐵路管理局               | 2軸蓬守車                    | 16   |                                                                                   |
| 1982年         | 臺灣鐵路管理局               | 柴油客車更新                 | 5    | DR2100~2400                                                                       |
| 1982年         | 臺灣鐵路管理局               | 莒光號客車                   | 20   | 40FPK10101~10110、40FP10101~10110                                                 |
| 1982年         | 臺灣鐵路管理局               | 普通車更新為莒光號客車       | 20   | 35FP1000（TR28轉向架）、40FPK11100                                                |
| 1983年         | 臺灣鐵路管理局               | 莒光號客車                   | 30   | 40FPK10111~10125（TR51轉向架）、40FPK1011~1025（TR28轉向架）                      |
| 1983年         | 亞洲水泥公司                 | 散裝水泥車                   | 27   |                                                                                   |
| 1983年         | 臺灣鐵路管理局               | 電源行李車                   | 3    |                                                                                   |
| 1984年         | 臺灣鐵路管理局               | 200馬力柴油客車車身更新      | 7    | DR2100~2400                                                                       |
| 1984年         | 臺灣鐵路管理局               | DC32750餐車改善              | 2    |                                                                                   |
| 1984年         | 南廻鐵路工程處               | 查道車                       | 2    |                                                                                   |
| 1984年         | 臺灣鐵路管理局               | 復興號客車                   | 81   | 35SPK2150、35SPK2200、35SPK20200、35SPK21200                                      |
| 1984年         | 臺灣鐵路管理局               | 普通客車更新為電源行李車     | 3    | PBK32856、PBK32857、PBK32858                                                      |
| 1985年         | 臺灣鐵路管理局               | 200馬力柴油客車更新          | 7    | DR2100~2400                                                                       |
| 1985年         | 臺灣鐵路管理局               | 電源行李車更新               | 3    | PBK32851、PBK32859、PBK32860，其中2輛由臥車更新                                   |
| 1985年         | 臺灣鐵路管理局               | 餐車改造                     | 3    |                                                                                   |
| 1985年         | 臺灣鐵路管理局               | 莒光號客車                   | 16   | 35FPK10200、35FPK11200、35FPK11300                                                |
| 1985年         | 臺灣鐵路管理局               | 普通車改造集電弓觀察車       | 1    | 30EOB32389                                                                        |
| 1986年         | 榮民工程事業管理處           | 電力工程車                   | 16   |                                                                                   |
| 1986年         | 臺灣鐵路管理局               | 餐車換裝TR52轉向架           | 2    | DC32851、DC32852                                                                  |
| 1986年         | 臺灣鐵路管理局               | 電源行李車更新               | 3    | PBK32861、PBK32862、PBK32863                                                      |
| 1986年         | 臺灣鐵路管理局               | 25EWK水罐車                  | 1    | 35F6000型平車改造為25EWK202                                                       |
| 1986年         | 臺灣鐵路管理局               | 自強號電聯車組裝（SKD）      | 9    | EMU200，承商南非U.C.W                                                             |
| 1986年         | 臺灣鐵路管理局               | 電力工程車                   | 2    |                                                                                   |
| 1986年         | 臺灣省政府林務局             | 烏來輕便軌道動力機車與子車   |      |                                                                                   |
| 1987年         | 臺灣鐵路管理局               | 莒光號客車改善               | 53   | 含PC32701更換轉向架                                                               |
| 1987年         | 臺灣鐵路管理局               | DR2700柴油客車動力更新       | 3    |                                                                                   |
| 1987年         | 臺灣鐵路管理局               | 平板車                       | 10   |                                                                                   |
| 1988年         | 臺灣鐵路管理局               | 莒光號客車改善               | 50   |                                                                                   |
| 1988年         | 臺灣鐵路管理局               | DR2700柴油客車動力更新       | 3    |                                                                                   |
| 1988年         | 臺灣省政府林務局             | 太平山蹦蹦車                 | 6    |                                                                                   |
| 1988年         | 幸福水泥公司                 | 散裝水泥車                   | 20   |                                                                                   |
| 1988年         | 臺灣鐵路管理局               | 電力工程車                   | 2    |                                                                                   |
| 1989年         | 臺灣鐵路管理局               | 平板車                       | 13   |                                                                                   |
| 1989年         | 臺灣鐵路管理局               | 水罐車                       | 1    |                                                                                   |
| 1989年         | 臺灣鐵路管理局               | 莒光號客車廁所改善           | 233  |                                                                                   |
| 1989年         | 臺灣鐵路管理局               | 莒光號客車                   | 73   | 客車改善工程                                                                      |
| 1989年         | 臺灣鐵路管理局               | 莒光號客車改善               | 73   |                                                                                   |
| 1989年         | 臺灣鐵路管理局               | 柴油客車                     | 2    | DR2511~2512                                                                       |
| 1990年         | 臺灣鐵路管理局               | 莒光號客車                   | 150  | 客車改善工程                                                                      |
| 1990年         | 臺灣鐵路管理局               | 自強號電聯車改善             | 6    |                                                                                   |
| 1990年         | 臺灣鐵路管理局               | 客車廁所改善                 | 255  |                                                                                   |
| 1990年         | 臺灣鐵路管理局               | 客車油漆整修                 | 20   |                                                                                   |
| 1990年         | 臺灣鐵路管理局               | 客車軔機改善                 | 60   |                                                                                   |
| 1990年         | 臺灣鐵路管理局               | 餐車改造                     | 5    | FP1016、FP1017、SP32773~32775                                                     |
| 1990年         | 臺灣鐵路管理局               | 水泥車改善                   | 20   |                                                                                   |
| 1991年         | 臺北市政府捷運工程局         | 301標捷運電聯車樣品車        | 1    | 承商美國U.R.C                                                                     |
| 1991年         | 臺灣鐵路管理局               | 客車軔機改善                 | 60   |                                                                                   |
| 1991年         | 臺灣鐵路管理局               | 自強號改華廈車廂             | 3    | EMU100商務車廂                                                                    |
| 1991年         | 臺灣鐵路管理局               | 客車廁所設備改善             | 200  |                                                                                   |
| 1991年         | 臺灣鐵路管理局               | 客車轉向架改善               | 20   |                                                                                   |
| 1992年         | 臺灣省政府林務局             | 蹦蹦車動力車                 | 8    |                                                                                   |
| 1992年         | 臺灣省政府林務局             | 蹦蹦車客車                   | 40   |                                                                                   |
| 1992年         | 臺灣鐵路管理局               | 客車廁所設備改善             | 32   |                                                                                   |
| 1992年         | 臺灣鐵路管理局               | 柴油客車更新                 | 9    |                                                                                   |
| 1992年         | 臺灣鐵路管理局               | 自強號電聯車廁所改善         | 56   |                                                                                   |
| 1992年         | 臺灣鐵路管理局               | 復興號客車                   | 20   | 客車改善工程                                                                      |
| 1992年         | 臺北市政府捷運工程局         | 301標捷運電聯車組裝（SKD）   | 12   | 承商美國U.R.C                                                                     |
| 1993年         | 臺灣省政府林務局             | 查道車                       | 1    |                                                                                   |
| 1993年         | 臺灣鐵路管理局               | 平快車加裝空調               | 10   | 35SPK2300                                                                         |
| 1994年         | 臺灣鐵路管理局               | 平快車加裝空調               | 40   | 35SPK2300                                                                         |
| 1995年         | 臺灣鐵路管理局               | 莒光號客車                   | 50   | 35FPK10400、35FPK11400、45PBK10400                                                |
| 1995年         | 臺灣省政府東部鐵路改善工程局 | 35噸石碴車                   | 20   | 車號P35B1001~1020                                                                 |
| 1997年         | 臺灣鐵路管理局               | 自強號電聯車轉向架汰換       | 24   | EMU300換裝P（T）3-22型轉向架                                                      |
| 1997年         | 臺灣省政府東部鐵路改善工程局 | 電車線輕型高架平臺車         | 2    |                                                                                   |
| 1998年         | 臺灣鐵路管理局               | 柴油客車組裝（SKD）          | 61   | 承商日本車輛 DR3100型27輛、DRC1000型34輛                                          |
| 1999年         | 臺灣鐵路管理局               | 空調客車改造                 | 59   | 原復興號車廂更新莒光號 35FPK10500、35FPK11500                                     |
| 2000年         | 臺灣鐵路管理局               | 45輛商務車及餐車新造         | 45   | 推拉式自強號用，商務車新造更改為一般客車                                          |
| 2001年         | 中山科學研究院               | 輕軌電車車體                 | 3    | 科專一號，於民國97年5月解體                                                       |
| 2002年         | 臺灣鐵路管理局               | 空調通勤電聯車組裝（CKD）    | 8    | EMU600型之613~614，承商韓國KOROS                                                  |

## 外部連結
- 台灣車輛股份有限公司（页面存档备份，存于）（繁體中文）
- 台灣公司資料（繁體中文）